# Johannes Albers
Johannes Albers (* 8. März 1890 in München-Gladbach; † 8. März 1963 in Köln) war ein deutscher Politiker (Deutsche Zentrumspartei, CDU).

## Leben und Beruf
Johannes Albers war Schriftsetzer von Beruf. Seit 1919 war er Gewerkschaftssekretär bei den christlichen Gewerkschaften in Köln. Nach der Zerschlagung der Gewerkschaften war er bis 1944 als Sozialversicherungsangestellter tätig. Als Mitglied des Kölner Kreises und durch seine Kontakte zu Bernhard Letterhaus war Albers in den katholischen Widerstand gegen den Nationalsozialismus eingebunden. Seit Oktober 1944 in Haft, wurde er im April 1945 vom Volksgerichtshof wegen Hochverrats zu drei Jahren Zuchthaus verurteilt. Nach dem Zweiten Weltkrieg beteiligte er sich an der Gründung des DGB.

## Politik
In der Weimarer Republik gehörte Albers dem Zentrum an, das er von 1924 bis 1933 im Kölner Stadtrat vertrat. Er gehörte im Jahr 1933 zu den Kölner Stadtverordneten, die ihr Mandat niederlegten. Er versuchte nicht, wie einige Zentrumskollegen, noch für kurze Zeit eine politische Kümmerexistenz zu fristen. Während der Zeit des Nationalsozialismus gehörte Albers dem Widerstandskreis um das Ketteler-Haus in Köln an. Ab Mitte der 1930er Jahre trafen sich dort Angehörige der Katholischen Arbeiterbewegung, christliche Gewerkschafter, ehemalige Zentrumspolitiker. Verbindungen bestanden zu den Gewerkschaftern des 20. Juli, besonders zu Jakob Kaiser, und zum Kreisauer Kreis über Pater Alfred Delp. 1945 beteiligte er sich an der Gründung der Kölner CDU, deren Orts- und Kreisvorsitzender er wurde und für die er auch (bis 1948) wieder dem Stadtrat angehörte. Zudem war er stellvertretender Vorsitzender des CDU-Landesverbandes Rheinland. Im Oktober 1946 übernahm er gemeinsam mit dem Bankier Robert Pferdmenges die Leitung der Programmkommission der rheinischen CDU. Albers war ein führender Repräsentant des Gewerkschaftsflügels der CDU und Mitbegründer der CDU-Sozialausschüsse, deren Bundesvorsitzender er von 1947 bis 1949 und erneut von 1958 bis 1963 war.
1946 bis 1950 war Albers Mitglied des Landtages von Nordrhein-Westfalen. 1949 bis 1957 gehörte er dem Deutschen Bundestag an. 1949/50 war er Vorsitzender des Bundestagsausschusses für Wiederaufbau und Wohnungswesen. Seit dem 31. Januar 1951 war er stellvertretender Vorsitzender der CDU-Fraktion.
Die Stiftung Christlich-Soziale Politik e. V. benannte die im Oktober 2016 gegründete Johannes-Albers-Bildungsforum gGmbH nach dem Sozialpolitiker. Sein politisches Erbe ist für den Träger politischer Jugend- und Erwachsenenbildung ein Impuls für die eigene Bildungsarbeit, in der man sich u. a. mit sozialpolitischen Themen aus Sicht der Arbeitnehmer auseinandersetzt.